# Snobben, Karl å dom
Snobben, Karl å dom (engelska: A Boy Named Charlie Brown) är en amerikansk animerad film från 1969.

## Handling
Efter att år efter år ha misslyckats med att spela baseboll och få sina misslyckanden påpekade för sig av Frida ställer Karl motvilligt upp i stadens stavningstävling. Mot all förmodan lyckas Karl vinna tävlingen och vinner sedan tävling efter tävling tills han når de nationella tävlingarna i New York City.

## Rollista
- Peter Robbins – Charlie Brown
- Pamelyn Ferdin – Lucy van Pelt
- Glenn Gilger – Linus van Pelt
- Andy Pforsich – Schroeder
- Sally Dryer – Patty
- Bill Melendez – Snoopy
- Anne Altieri – Violet
- Erin Sullivan – Sally Brown
- Lynda Mendelson – Frieda
- Christopher DeFaria – Pig-Pen

### Svenska röster
- Staffan Hallerstam – Karl
- Mikael Eriksson – Linus
- Christin Andersson – Gullan
- Leif Romin – Leonard
- Jessica Bäck – Frida
- Inger Nordén – Pia
- Anna-Lena Blomquist – Viola
- Catharina Stööp – Sally
- Peter Ilebrand – Lortis
- Sångmedverkande – Jan Malmsjö
- Sånggruppen Smulorna – Ann Blomgren, Annie Linder, Ulla Wiklund, Yvonne Hallberg
- Svensk översättning – Olle Petrini
- Svensk regissör – Agneta Ginsburg
- Inspelad vid Filmstaden, Råsunda[5]

Rösterna i filmen var alla barn vid inspelningen.